# Paul Lincke
Œuvres principales
Berliner Luft
Paul Lincke, né à Berlin le 7 novembre 1866 et mort à Hahnenklee le 3 septembre 1946, est un compositeur allemand.  
Il est considéré comme le «père» de l'opérette berlinoise à l'instar de Johann Strauss pour Vienne et de Jacques Offenbach pour Paris. Ses compositions les plus connues sont « Berliner Luft », l'hymne officieux de Berlin, tiré de son opérette Frau Luna et « Das Glühwürmchen », extrait de son opérette Lysistrata.

## Biographie

### Enfance et jeunesse
Paul Lincke naît le 7 novembre 1866 dans l'arrondissement Jungfernbrücke de Berlin. Il est le fils du magistrat August Lincke et de son épouse Emilie. Son père joue du violon dans plusieurs petits orchestres. Lorsque Paul n'a que cinq ans, son père décède. Emilie déménage avec ses trois enfants dans l'Adalbertstaße, et plus tard dans l'Eisenbahnstraße, près de la Lausitzer Platz.
C'est vers la musique militaire qu'il se tourne d'abord. Sa mère l'envoie terminer ses études secondaires à Wittenberge. Il fait partie de la Wittenberger Stadtmusikkapelle dirigée par Rudolf Kleinowsous comme bassoniste. Il apprend également à jouer du cor, des tambours, du piano et du violon.

### Carrière

#### Premières compositions
Au lieu de poursuivre une carrière en tant que musicien militaire, Lincke obtient un emploi en tant que bassoniste au Théâtre Central de Berlin, dirigé par Adolf Ernst. Après un an, il rejoint l'orchestre du Ostend-Theaters.
Lincke acquiert une grande expérience dans le divertissement et la musique de danse dans divers théâtre : le Königsstädtisches Theater, l'Alliance-Theater et le Parodie-Theater. Il accompagne les vaudevilles et fournit ses propres compositions pour des chanteurs populaires. Son Vénus auf Erden, une pièce en un acte est créé en 1897 à l'Apollo Theater de la Friedrichstraße.

#### Premier succès avecFrau Luna
Pendant deux ans, Paul Lincke travaille aux Folies Bergère à Paris. Il revient à l'Apollo Theater avec de nouvelles compositions. Il obtient un énorme succès en 1899 avec Frau Luna. Cette même année, il compose Im Reiche des Indra et, en 1902, l'opérette Lysistrata, sur des livrets d'Heinrich Bolten-Baeckers.
En 1908, Paul Lincke devient chef d'orchestre et compositeur pour l'Opéra comique de Berlin, dont les revues spectaculaire sont la plus grande attraction de la capitale.

#### Sous le régime nazi et la Seconde Guerre mondiale
Avec la montée des nazis au pouvoir en 1933, Lincke maintient son statut et est fêté par le régime nazi. En 1937, il reçoit la médaille d'argent d'honneur de sa ville natale. Pour son 75e anniversaire, il est fait citoyen d'honneur de Berlin.
En 1941, son opérette Frau Luna fait l'objet d'un film réalisé par Theo Lingen avec Lizzi Waldmüller, Irene von Meyendorff et Georg Alexander.
En 1943, Lincke part en tournée à Marienbad, en Bohême, avec Frau Luna, dont la création en 1899 est considérée comme la naissance de l'opérette berlinoise. Durant son absence, sa maison et son éditeur de musique à Berlin sont bombardés.
Après la guerre, Lincke veut retourner à Berlin. Il s'efforce, en vain, d'obtenir l'accord des Alliés, obligatoire à l'époque pour un Berlinois d'origine. Avec l'aide du général américain Pierce, il s'installe d'abord à Arzberg, en Bavière, avec sa gouvernante Johanna Hildebrandt, qui est à son service depuis 35 ans.
La santé chancelante de Lincke s'aggrave à cause du climat. Il déménage à Hahnenklee, en Basse-Saxe. Il y meurt peu de temps avant son 80e anniversaire. Ses funérailles et son inhumation ont lieu à Hahnenklee, où sa tombe est toujours visible aujourd'hui.

## Vie privée
En 1885, alors qu'il joue dans l'orchestre du Grand Théâtre, Lincke tombe amoureux d'une jeune fille de 16 ans, Anna Müller, qu'il épouse un an plus tard. Elle sera célèbre à Berlin sous le nom d'Anna Müller-Lincke.

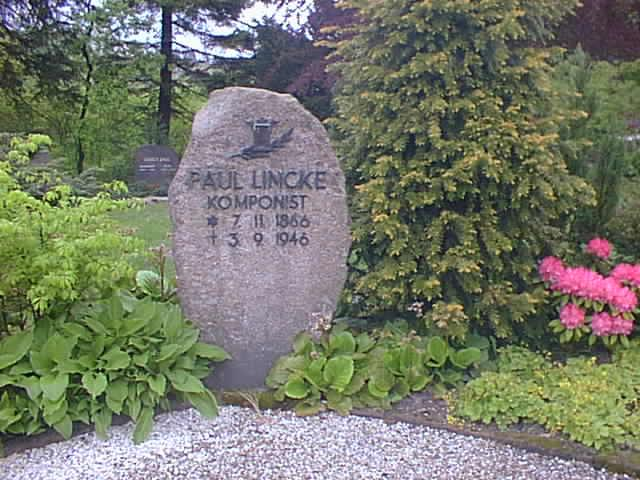
Hahnenklee 2004

En 1901, Lincke divorce. Cette même année, il rencontre une jeune actrice qui est connue sous le nom de scène d'Ellen Sousa. Elle joue au  Friedrich-Wilhelmstädtischen Theater, et est remarquée par Lincke dès le premier instant. Sousa rejette d'abord ses avances mais Lincke insiste. Après quelques semaines de cour intense, ils entament une relation très affectueuse. Ellen Sousa chante Frau Luna à l'Apollo Theater. Elle espère que cette relation lancera sa carrière, mais ce n'est pas le cas. Enceinte, elle quitte la scène avant de donner naissance à un fils. Lincke exige qu'Ellen remplisse ses devoirs de mère et abandonne la scène. Cependant, trois mois plus tard, elle chante de nouveau Frau Luna à l'Apollo.
Lincke offre à Ellen Sousa le mariage en échange de son abandon de la scène. Elle, en retour, exige un délai de réflexion pour examiner son nouveau rôle d'épouse et de mère. Lincke connaît une autre vague de succès à Paris, laissant Ellen à la maison pour s'occuper de son fils. Lincke lui demande de choisir entre lui ou le retour à la scène, lui donnant dix jours pour réfléchir. Il quitte la ville pour les besoins de son métier. Quand il revient après six jours, Ellen Sousa et l'enfant ont disparu.
Des années plus tard, Ellen Sousa épouse un marchand en gros, qu'elle suit à Dresde et qui adopte son fils sans objection de la part de Lincke. C'est la fin de sa relation avec Ellen Sousa et de son fils. De ces événements, on retiendra sa célèbre valse instrumentale « Verschmähte Liebe » (« Amour rejeté »).

## Œuvres

### Opérettes
- Venus auf Erden (Berlin 1897)
- Frau Luna (Berlin 1899)
- Im Reiche des Indra (Berlin 1899)
- Fräulein Loreley (Berlin 1900)
- Lysistrata (Berlin 1902)
- Nakiris Hochzeit, oder Der Stern von Siam (Berlin 1902)
- Prinzess Rosine (Berlin 1905)
- Casanova (Darmstadt 1913)
- Ein Liebestraum (Hamburg 1940)

## Postérité
Sa marche très connue Berliner Luft (Air de Berlin) est l'hymne non officiel de la ville de Berlin et caractérisée par des passages sifflés dans le refrain. Cette marche Berliner Luft est issue de son opérette Frau Luna (Mme Luna, 1899), racontant un voyage vers la lune en ballon lors duquel d'importantes personnalités berlinoises de cette époque-là rencontrent la reine Lune et sa cour.
Lincke a également composé la danse de mariage jouée dans le film Titanic (1997) alors que le navire coule.
En souvenir de Paul Lincke, une rue au bord du Landwehrkanal dans le quartier berlinois de Kreuzberg porte son nom (Paul-Lincke-Ufer).